# Eosclerocalyptus
Eosclerocalyptus és un gènere extint de mamífers cingulats de la família dels clamifòrids que visqueren a Sud-amèrica des del Miocè mitjà fins al Pliocè inferior, fa entre 3,6 i 13,8 milions d'anys. Se n'han trobat restes fòssils a les províncies argentines de Buenos Aires, Catamarca, Jujuy, La Pampa, La Rioja, Santiago del Estero i Tucumán. Les diferents espècies d'aquest grup devien ocupar hàbitats diferents. Per exemple, E. tapinocephalus hauria viscut en herbassars oberts de clima semiàrid, mentre que E. proximus hauria viscut en condicions més caloroses i humides. El nom genèric Eosclerocalyptus significa ‘Sclerocalyptus de l'alba’.